# Z 7 Hermann Schoemann
Le Z 7 Hermann Schoemann est un destroyer de la Classe Type 1934A de la Kriegsmarine.
Le nom du navire est un hommage au capitaine-lieutenant Hermann Schoemann, chef de la flottille des torpilleurs de Flandre, mort le 1er mai 1915 à bord du A 2.

## Histoire
Son premier voyage a lieu entre le 3 et 5 octobre 1939 dans le cadre de la guerre de course dans le Cattégat et le Skagerrak. Suivent d'autres missions en mer du Nord et de poses de mines. Le Hermann Schoemann participe à l'opération Juno en juin 1940, consistant au débarquement des troupes allemandes à Narvik. Il sert ensuite à une formation en mer Baltique et la réparation d'une turbine qui le contraint à revenir en Norvège en juin 1941.
En février 1942, le Hermann Schoemann participe à l'opération Cerberus. Il retourne après en Norvège. En mars 1942, il accompagne le cuirassé Tirpitz avec les destroyers Friedrich Ihn, Paul Jacobi et Z 25 dans une mission en mer du Nord. Ils manquent de peu les convois de l'Arctique PQ 12 et QP 8. Le 2 mai, le Z 7 frappe, après plusieurs tentatives contre le convoi QP 11, le croiseur britannique HMS Edinburgh. À cause du gel, il ne peut lancer qu'une torpille, après quoi le croiseur réplique et détruit l'alimentation en vapeur du destroyer. L'équipage est contraint de quitter le navire inutilisable qui coule à 8h30 à cause de deux grenades anti-sous-marines. Les membres qui n'ont pas été récupérés immédiatement par le Z 24 sont secourus après avoir dérivé dans des canots et des radeaux par l'U-88. On compte huit hommes morts. Après que le Z 24 l'a atteint par une torpille, le HMS Edinburgh coule.

## Commandement
- Du 9 septembre 1937 au 25 octobre 1938: Capitaine de corvette Erich Schulte Mönting
- Du 26 octobre 1938 au 19 février 1939: Capitaine de corvette Theodor Detmers
- Du 7 avril 1939 au 15 juillet 1940: Capitaine de corvette Theodor Detmers
- Du 16 juillet 1940 au 19 octobre 1940: Capitaine-lieutenant Konrad Loerke
- Du 20 octobre 1940 au 2 mai 1942: Capitaine de corvette Heinrich Wittig